# Síndrome de deleción 16p11.2
El síndrome de deleción 16p11.2 es una enfermedad genética que se caracteriza por defectos físicos congénitos menores y retraso mental.

## Signos y síntomas
Las personas con 16p11.2 suelen presentar retrasos de desarrollo, discapacidad mental, síntomas similares a los del autismo, malas habilidades de socializar, problemas de comunicación, desarrollo tardío del habla y el lenguaje y epilepsia.
Generalmente la habilidad de comprender lenguaje (receptiva) es mejor que la habilidad de producir lenguaje (expresiva).
Algunas personas con este síndrome tienen anomalías congénitas menores, tales como sindactilia parcial o orejas bajas.
Los síntomas de 16p11.2 varían entre personas con la deleción, algunas tienen síntomas severos y otras ni siquiera presentan síntomas.

## Complicaciones
Las personas con este síndrome suelen tener un riesgo elevado de tener obesidad.

## Etiología
Esta deleción ocurre en 1-3 de cada 10 000 nacimientos vivos. Sin embargo, la deleción 16p11.2 es encontrada en 1 de cada 100 niños con autismo (1%).

## Causas
Una deleción en la región p11.2 del cromosoma 16 (que generalmente es de 600 kb) es responsable de los síntomas de este síndrome.
Este síndrome generalmente es causado por una mutación esporádica, es decir, que ocurrió al azar sin que ninguno de los padres heredara la mutación al bebé, pero, en casos donde está mutación es heredada, sigue un patrón de herencia autosómico dominante.